# Alwand
Alwand (arab. الوند) – miasto w Iranie, w ostanie Kazwin. W 2006 roku miasto liczyło 69 333 mieszkańców w 18 004 rodzinach.